# 砂漠戦
砂漠戦（さばくせん、英: Desert Warfare）は、砂漠地帯における作戦・戦闘である。

## 概要
砂漠戦では、砂漠の環境を生かした高度な機動力が発揮できる。砂漠には砂丘、塩沢、急斜面、砂塵などの自然の障害物があるものの、民間人、人工建築物、植物がほとんど皆無であり、偵察・監視のための広範囲の視界が得られ、天候も安定的であるために航空機も飛行しやすい。
しかし、砂漠においてはその気候から暑さによる疲労や脱水症状がもたらされる場合もある。また、隠蔽や掩蔽が困難であり、また、車両の移動によって砂塵が起こり、音も遠くまで伝わる。そのため発見されやすく、偽装や隠蔽が重要となる。